# Lambda Cephei
Lambda Cephei (λ Cep, λ Cephei) è una stella nella costellazione del Cefeo, di magnitudine apparente +5,08 e distante circa 1935 anni luce dalla Terra. Si tratta di una stella lontana ma estremamente calda e luminosa, di classe O, una delle stelle più luminose conosciute della Via Lattea, che brillerebbe comunque di magnitudine 3,3 se non fosse significativamente oscurata dalla polvere interstellare presente tra essa e la Terra. Se ad esempio fosse posta alla distanza di Vega, brillerebbe di magnitudine -6, quattro volte più luminosa di Venere vista dalla Terra.

## Osservazione
La sua posizione è fortemente boreale e ciò comporta che la stella sia osservabile prevalentemente dall'emisfero nord, dove si presenta circumpolare anche da gran parte delle regioni temperate; dall'emisfero sud la sua visibilità è invece limitata alle regioni temperate settentrionali e alla fascia tropicale.
La sua magnitudine pari a 5 fa sì che possa essere scorta solo con un cielo sufficientemente libero dagli effetti dell'inquinamento luminoso.
Il periodo migliore per la sua osservazione nel cielo serale ricade nei mesi compresi fra fine giugno e novembre; nell'emisfero nord è visibile anche per tutto l'autunno, grazie alla declinazione boreale della stella, mentre nell'emisfero sud può essere osservata in particolare durante i mesi del tardo inverno australe.

## Caratteristiche fisiche
Lambda Cephei è una calda supergigante blu di tipo spettrale O, avente una temperatura superficiale di oltre 37.000 K. Si tratta di una stella estremamente massiccia e luminosa; la sua massa è oltre 30 volte quella del Sole, con stime massime che arrivano a 61 M⊙, mentre la sua luminosità è 2800 maggiore del Sole nella luce visibile, ma sale a oltre 370.000 volte quella solare se si considera la luce ultravioletta emessa, in quanto una stella così calda emette la maggior parte della propria radiazione in quella lunghezza d'onda. Nonostante sia classificata come supergigante, il raggio relativamente piccolo rispetto alla massa (15 R⊙), suggerisce che la stella stia ancora fondendo l'idrogeno in elio all'interno del proprio nucleo.

### Cinematica
λ Cephei è una stella fuggitiva, espulsa circa 2,5 milioni di anni fa dall'associazione stellare Cepheus OB2 o da Cepheus OB3, associazioni di calde e giovani stelle che fanno parte del complesso nebuloso molecolare di Cefeo che hanno un'origine comune e che si concentrano a circa 2900 anni luce dalla Terra. È stato suggerito che la sua condizione di stella fuggitiva potrebbe essere il risultato di un incontro ravvicinato con un sistema binario massiccio.